# Kanadai U23-as labdarúgó-válogatott
A kanadai U-23-as labdarúgó-válogatott Kanada válogatottja, melyet a Kanadai labdarúgó-szövetség (Canadian Soccer Association) irányít .
Ellentétben az UEFA tagszövetségekkel, amelyek az U-21-es regionális versenyeket olimpiai kvalifikációként használják, a CONCACAF tagjaként Kanada U-23-as csapata a nyári olimpiával egy évben regionális kvalifikáción vesz részt, és behívásai hagyományosan csak az év alatti játékosokra korlátozódnak. 23 éves.

### Olimpiai szereplés
| Év       | Eredmény      | Hely          | M             | Gy            | D             | V             | Rg            | Kg            |
| -------- | ------------- | ------------- | ------------- | ------------- | ------------- | ------------- | ------------- | ------------- |
| 1992     | Nem jutott be | Nem jutott be | Nem jutott be | Nem jutott be | Nem jutott be | Nem jutott be | Nem jutott be | Nem jutott be |
| 1996     | Nem jutott be | Nem jutott be | Nem jutott be | Nem jutott be | Nem jutott be | Nem jutott be | Nem jutott be | Nem jutott be |
| 2000     | Nem jutott be | Nem jutott be | Nem jutott be | Nem jutott be | Nem jutott be | Nem jutott be | Nem jutott be | Nem jutott be |
| 2004     | Nem jutott be | Nem jutott be | Nem jutott be | Nem jutott be | Nem jutott be | Nem jutott be | Nem jutott be | Nem jutott be |
| 2008     | Nem jutott be | Nem jutott be | Nem jutott be | Nem jutott be | Nem jutott be | Nem jutott be | Nem jutott be | Nem jutott be |
| 2012     | Nem jutott be | Nem jutott be | Nem jutott be | Nem jutott be | Nem jutott be | Nem jutott be | Nem jutott be | Nem jutott be |
| 2016     | Nem jutott be | Nem jutott be | Nem jutott be | Nem jutott be | Nem jutott be | Nem jutott be | Nem jutott be | Nem jutott be |
| Összesen |               | 0/7           |               |               |               |               |               |               |